# Quentin Zuttion
Quentin Zuttion, né en 1989, est un dessinateur et scénariste français de bandes dessinées. 
Il a reçu plusieurs prix : au festival Bd Boum 2022, le prix Région Centre - Val de Loire récompense La Dame blanche en 2022, et, au Festival d'Angoulême 2023, le prix spécial de la part du jury jeunesse son album Toutes les princesses meurent après minuit ; l'adaptation de sa bande-dessinée Touchées par Alexandra Lamy ayant également été primée.

## Biographie
Il a étudié à l’École nationale supérieure d'art de Dijon, où il a pratiqué différents médiums tels que la photographie, la vidéo et la performance.
Il débute la bande dessinée en 2014 en dessinant des histoires courtes pour le magazine féminin et féministe Madmoizelle. En février 2016, il sort sa première BD papier : Sous le lit. Suivront ensuite Chromatopsie et Appelez-moi Nathan (2018),, puis Touchées (2019), et Drosophilia (2020). 
En 2020, sur une idée de son producteur, Alexandra Lamy annonce qu'elle va adapter la BD Touchées en téléfilm, qui sort en 2022,,. À cette période, l'auteur change de maison d'édition pour Le Lombard, qui publie La Dame blanche, puis Toutes les princesses meurent après minuit. Salon de beauté, en 2024, est une évocation métaphorique de l'épidémie de SIDA, adaptée du roman homonyme de Mario Bellatin.

## Œuvres
- Sous le lit, aux éditions Des ailes sur un tracteur, 2016, réédité en juin 2019 aux Éditions Lapin
- Chromatopsie, 14 juin 2018, Éditions Lapin
- Appelez-moi Nathan, 5 septembre 2018, aux éditions Payot - illustrations (scénario de Catherine Castro)
- Touchées, 18 septembre 2019, aux éditions Payot
- Drosophilia, 18 août 2020, aux éditions Payot - illustrations (scénario de Mardi Noir).
- La Dame blanche, 14 janvier 2022, Éditions Le Lombard
- Toutes les princesses meurent après minuit, 28 août 2022, Éditions Le Lombard[16]
- Salon de beauté, Éditions Dupuis, 30 août 2024, 184 p. (ISBN 979-1034770366)[15]

## Adaptations de son œuvre
Alexandra Lamy a adapté la bande-dessinée Touchées en 2022 ; c'est son premier film en tant que réalisatrice. Le film a reçu le prix du meilleur unitaire lors du dernier Festival de la fiction de La Rochelle.

## Distinctions
- Festival d'Angoulême 2023 : Fauve spécial du Jury Jeunesse 2023 pour Toutes les princesses meurent après minuit, édition Le Lombard[2].
- bd BOUM 2022 : Le prix Région Centre - Val de Loire récompense La Dame blanche, « pour sa portée citoyenne »[1].